# Yên Sơn
Yên Sơn is een xã in het district Lục Nam, een van de districten in de Vietnamese provincie Bắc Giang. De provincie Bắc Giang ligt in het noordoosten van Vietnam, dat ook wel Vùng Đông Bắc wordt genoemd.
Thị trấn: Đồi Ngô · Lục Nam

Xã: Lục Sơn · Bình Sơn · Trường Sơn · Vô Tranh · Trường Giang · Nghĩa Phương · Huyền Sơn · Bắc Lũng · Cẩm Lý · Vũ Xá · Đan Hội · Yên Sơn · Lan Mẫu · Phương Sơn · Thanh Lâm · Chu Điện · Bảo Đài · Bảo Sơn · Tam Dị · Đông Phú · Đông Hưng · Tiên Hưng · Tiên Nha · Khám Lạng